# Apsolidium alvei
Apsolidium alvei is een zeekomkommer uit de familie Cucumariidae.
De wetenschappelijke naam van de soort werd in 1992 gepubliceerd door Mark O'Loughlin & Tim O'Hara.